# Asiatisches Jahrhundert

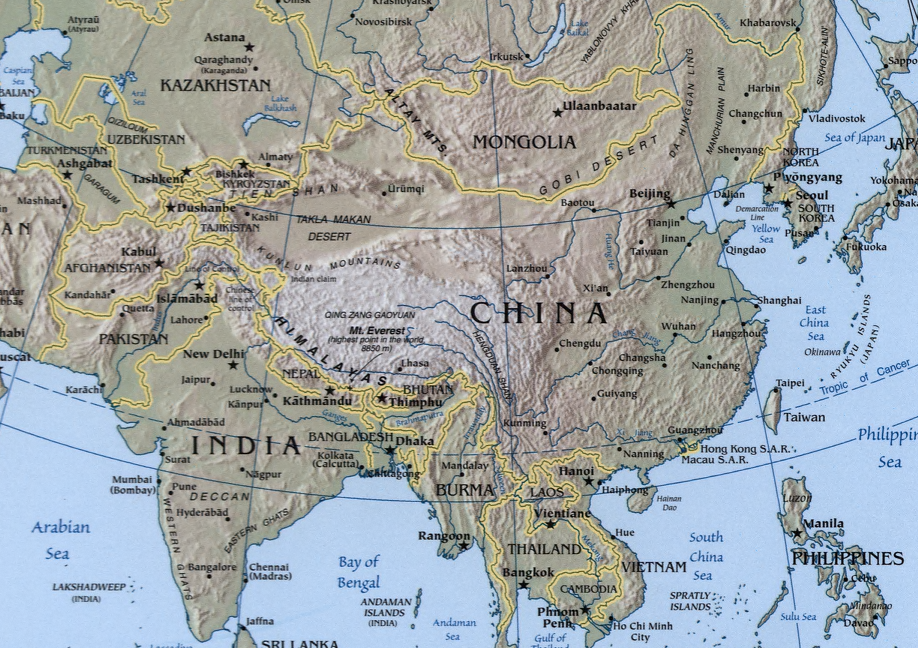
China und Indien haben die beiden größten Bevölkerungsgruppen der Welt und dürften wirtschaftlich rasch wachsen

Das Asiatische Jahrhundert ist die prognostizierte Dominanz der asiatischen Politik und Kultur im 21. Jahrhundert, vorausgesetzt, dass bestimmte demografische und wirtschaftliche Trends anhalten. Das Konzept des asiatischen Jahrhunderts entspricht der Charakterisierung des 19. Jahrhunderts als Britisches Jahrhundert und des 20. Jahrhunderts als Amerikanisches Jahrhundert.
Eine Studie der Asiatischen Entwicklungsbank aus dem Jahr 2011 ergab, dass 3 Milliarden Asiaten (also 56,6 % der geschätzten 5,3 Milliarden Gesamtbevölkerung Asiens im Jahr 2050) einen Lebensstandard genießen könnten, der dem heutigen Europa ähnelt, und dass die Region mehr als die Hälfte des globalen Lebens ausmachen könnte Produktion bis zur Mitte dieses Jahrhunderts.
Einige argumentieren, dass Asiens wachsende Betonung der Solidarität sowie reifere und fortschrittlichere Beziehungen zwischen den Ländern in der Region die Entstehung des 21. asiatischen Jahrhunderts weiter unterstützen werden. Die starke Kluft zwischen China und Indien bedeutet jedoch das Ende der Hoffnungen beider Länder, das asiatische Jahrhundert anzuführen.

## Herkunft
1924 benutzte Karl Haushofer den Begriff „Pazifikzeitalter“, um das Wachstum Japans, Chinas und Indiens vor Augen zu führen: „Vor unseren Augen dehnt sich ein riesiger Raum aus, in den sich Kräfte ergießen, die (...) den Anbruch des pazifischen Zeitalters erwarten, des Nachfolgers des atlantischen Zeitalters, des überalterten mediterranen und europäischen Zeitalters.“ Der Begriff Asian Century entstand Mitte bis Ende der 1980er Jahre und wird einem Treffen mit dem chinesischen obersten Führer Deng Xiaoping und dem indischen Premierminister Rajiv Gandhi zugeschrieben. Deng sagte: „In den letzten Jahren haben die Leute gesagt, dass das nächste Jahrhundert das Jahrhundert Asiens und des Pazifiks sein wird, als ob das mit Sicherheit der Fall wäre. Ich bin mit dieser Ansicht nicht einverstanden.“ Zuvor hatte sie 1985 bei einer Anhörung des United States Senate Committee on Foreign Relations einen Auftritt. Es wurde später von den politischen Führern Asiens bekräftigt und ist heute ein populärer Begriff in den Medien.

## Gründe
Asiens robuste Wirtschaftsleistung in den drei Jahrzehnten vor 2010 war im Vergleich zum Rest der Welt vielleicht das bisher stärkste Argument für die Möglichkeit eines asiatischen Jahrhunderts. Obwohl dieser Unterschied in der Wirtschaftsleistung schon seit einiger Zeit bekannt war, verschleierten bestimmte einzelne Rückschläge (z. B. die asiatische Finanzkrise 1997) tendenziell das breite Spektrum und die allgemeine Tendenz. Zu Beginn des 21. Jahrhunderts konnte jedoch deutlich gemacht werden, dass diese stärkere Leistung Asiens nicht nur nachhaltig war, sondern auch eine Kraft und ein Ausmaß hatte, die die Machtverteilung auf der Welt erheblich verändern könnten. Als Folge davon könnte auch die weltweite Führung in einer Reihe wichtiger Bereiche – internationale Diplomatie, militärische Stärke, Technologie und Soft Power – von einem oder mehreren asiatischen Nationalstaaten übernommen werden.
Unter vielen Wissenschaftlern, die Faktoren genannt haben, die zur bedeutenden Entwicklung Asiens beigetragen haben, nennt Kishore Mahbubani sieben Säulen, die den asiatischen Ländern herausragende Leistungen verschafften und ihnen die Möglichkeit gaben, mit den westlichen Gegenstücken kompatibel zu werden. Zu den sieben Säulen gehören: freie Marktwirtschaft, Wissenschaft und Technologie, Leistungsgesellschaft, Pragmatismus, Kultur des Friedens, Rechtsstaatlichkeit und Bildung.
John West argumentiert in seinem Buch Asian Century … on a Knife-edge:

„Im Laufe des 21. Jahrhunderts könnte sich Indien durchaus zur führenden Macht Asiens entwickeln. Schon jetzt wächst die indische Wirtschaft schneller als die Chinas, ein Trend, der sich fortsetzen könnte, sofern China keine ernsthaften Wirtschaftsreformen anstrebt. Darüber hinaus wird die Bevölkerung Indiens 2022 die Chinas überholen und könnte nach Angaben der Vereinten Nationen bis 2100 um etwa 50% höher sein.“

Im Jahr 2019 schrieb Chris Ogden, Dozent für asiatische Sicherheit an der University of St. Andrews: „Obwohl es in Bezug auf das Pro-Kopf-Einkommen und die Infrastruktur immer noch relativ zurückliegt, schlägt sich dieser Reichtum in militärischem, politischem und institutionellem Einfluss nieder (über Organisationen wie den Vereinten Nationen und der neuen Asiatischen Infrastrukturinvestmentbank) werden die beiden größten Mächte Asiens eine strukturelle Zentralität und Bedeutung erlangen, die sie zu entscheidenden globalen Dreh- und Angelpunkten machen wird. Erwartungsvolle Bevölkerungsgruppen und lautstarke Führer beschleunigen und untermauern diese Wichtigkeit, und – wenn das so ist existenzielle Probleme der Umweltverschmutzung und Korruption können überwunden werden – kündigen die Entstehung einer auf Asien und China/Indien ausgerichteten Weltordnung an, die für viele Jahrzehnte die wesentliche Grundlage internationaler Angelegenheiten bilden wird.“

### Demografie
weitere Informationen: Weltbevölkerung
Es wird erwartet, dass das Bevölkerungswachstum in Asien mindestens in der ersten Hälfte des 21. Jahrhunderts anhält, obwohl es sich seit dem späten 20. Jahrhundert deutlich verlangsamt hat. Während die Bevölkerung Asiens zu Beginn des 21. Jahrhunderts noch vier Milliarden Menschen betrug, wird Prognosen zufolge bis zum Jahr 2050 auf über fünf Milliarden Menschen anwachsen. Während sich sein Anteil an der Weltbevölkerung voraussichtlich nicht wesentlich ändern wird, wird erwartet, dass der Anteil Nordamerikas und Europas an der Weltbevölkerung zurückgeht.

### Wirtschaft

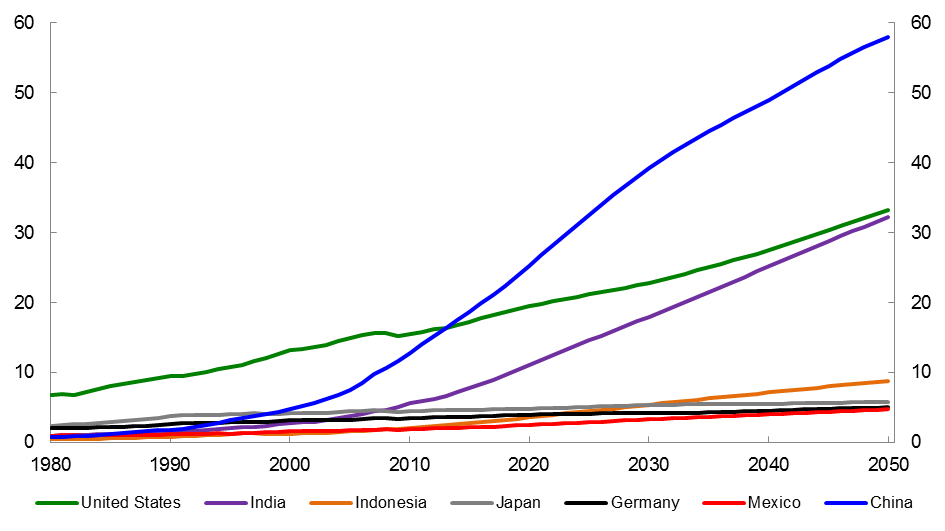
Prognostiziertes BIP der 7 größten Volkswirtschaften im Jahr 2050

Der Haupttreiber ist das anhaltende Produktivitätswachstum in Asien, insbesondere in China und Indien, da der Lebensstandard steigt. Selbst ohne eine vollständige Annäherung an den europäischen oder nordamerikanischen Lebensstandard könnte Asien bis 2050 die Hälfte des globalen BIP erwirtschaften. Dies ist eine große Verschiebung im Vergleich zur Zeit unmittelbar nach dem Kalten Krieg, als Nordamerika und Europa zusammen die Hälfte des globalen BIP erwirtschafteten. In einer Studie der Asiatischen Entwicklungsbank aus dem Jahr 2011 heißt es: „Durch die nahezu Verdoppelung seines Anteils am globalen Bruttoinlandsprodukt (BIP) auf 52 Prozent bis 2050 würde Asien die dominierende wirtschaftliche Stellung zurückgewinnen, die es vor etwa 300 Jahren innehatte.“

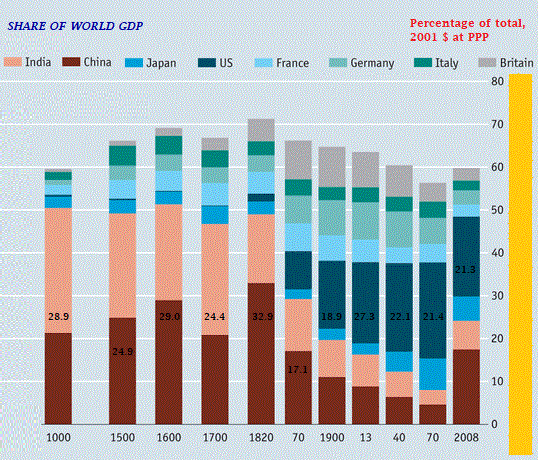
Der globale Beitrag der großen Volkswirtschaften zum weltweiten BIP vom 1. Jahr n. Chr. bis 2003 n. Chr. nach Schätzungen von Angus Maddison. Vor dem 18. Jahrhundert waren China und Indien gemessen am BIP die beiden größten Volkswirtschaften.

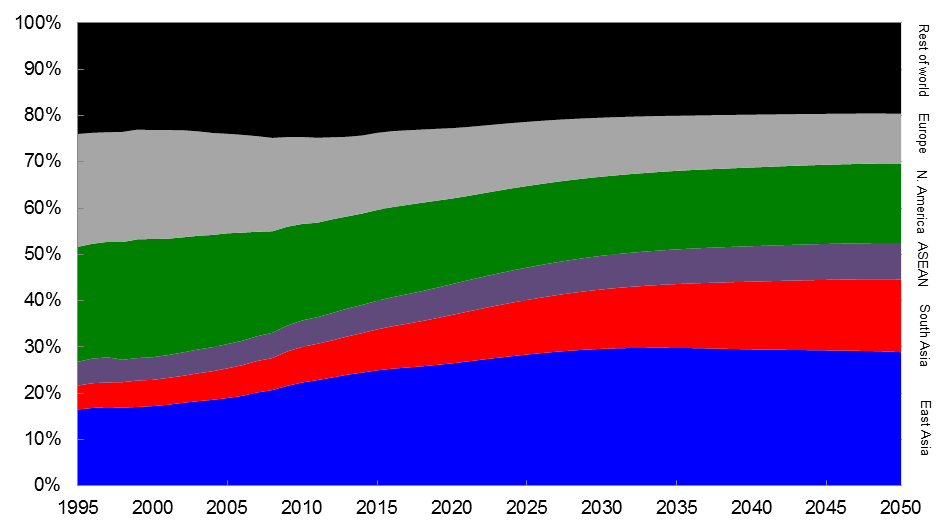
Prognostizierte Anteile des globalen BIP nach Regionen bis 2050

Die Vorstellung vom Asiatischen Jahrhundert geht davon aus, dass die asiatischen Volkswirtschaften ihre Dynamik weitere 40 Jahre lang aufrechterhalten, sich an das sich verändernde globale wirtschaftliche und technologische Umfeld anpassen und kontinuierlich komparative Vorteile schaffen können. In diesem Szenario würde laut einer Modellierung der Asiatischen Entwicklungsbank aus dem Jahr 2011 das BIP Asiens von 17 Billionen US-Dollar im Jahr 2010 auf 174 Billionen US-Dollar im Jahr 2050 oder die Hälfte des globalen BIP steigen. In derselben Studie schätzt die Asiatische Entwicklungsbank, dass sieben Volkswirtschaften (China, Indien, Indonesien, Japan, Südkorea, Thailand, Malaysia) das stärkste Wachstum Asiens anführen würden; Im Szenario des Asiatischen Jahrhunderts gäbe es in der Region keine armen Länder, verglichen mit acht im Jahr 2011.
Seit Chinas Wirtschaftsreformen Ende der 1970er Jahre (Privatisierung landwirtschaftlicher Betriebe) und Anfang der 1990er Jahre (in den meisten Städten) verzeichnete die Wirtschaft der Volksrepublik China drei Jahrzehnte lang Wirtschaftswachstumsraten zwischen 8 und 10 %. Die Wirtschaft Indiens begann Ende der 1980er und Anfang der 1990er Jahre einen ähnlichen, wenn auch langsameren Aufschwung und erreichte in diesem Zeitraum ein durchschnittliches Wachstum von rund 4 %, wuchs 2005 jedoch um etwas über 8 % und erreichte 2006 9,2 %, bevor sie sich 2006 auf 6 % verlangsamte 2009 und erreichte dann 2010 8,9 %.

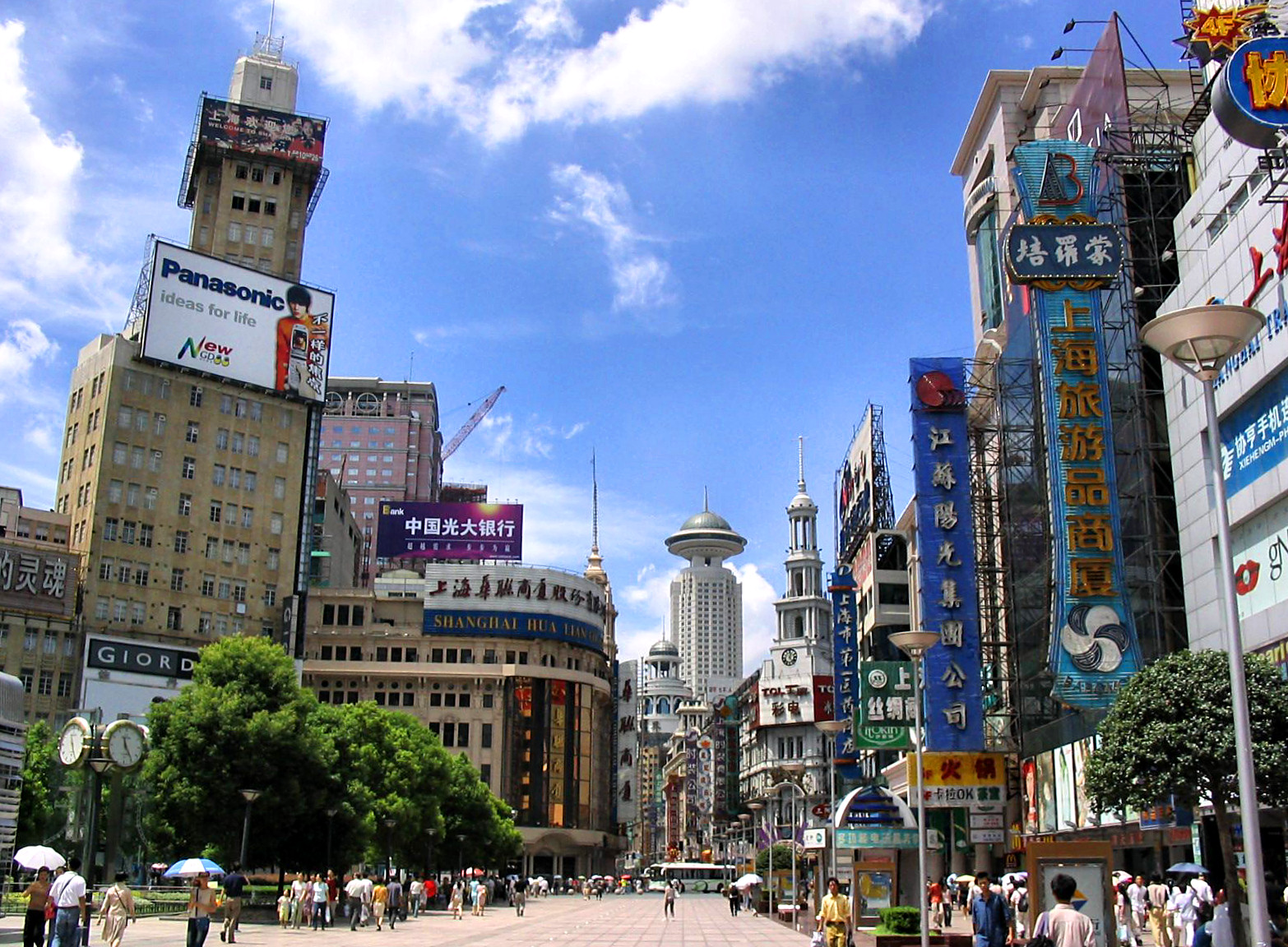
Eine der belebtesten Einkaufsstraßen der Welt, die Nanjing Road in Shanghai, ist ein Beispiel für das Wirtschaftswachstum auf dem chinesischen Festland und seine große Verbraucherbasis

Beide Entwicklungen beinhalteten eine Politik einer gewissen kontrollierten Liberalisierung der Wirtschaft sowie eine Hinwendung der Wirtschaft zur Globalisierung (sowohl beim Export als auch bei der Anziehung ausländischer Investitionen). Das Ausmaß dieser Liberalisierung und Globalisierung ist noch immer umstritten. Sie waren Teil bewusster Entscheidungen wichtiger politischer Führer, insbesondere in Indien und der VR China. Darüber hinaus bieten die Bevölkerungen beider Länder einen potenziellen Markt von über zweieinhalb Milliarden. Die Entwicklung des internen Verbrauchermarktes in diesen beiden Ländern war eine wichtige Grundlage für die wirtschaftliche Entwicklung. Dies hat China und Indien im Vergleich zu Japan, der EU und sogar den USA viel höhere nationale Wachstumsraten ermöglicht. Der internationale Kostenvorteil bei Waren und Dienstleistungen, basierend auf günstigeren Arbeitskosten, hat es diesen beiden Ländern ermöglicht, einen globalen Wettbewerbsdruck auszuüben.
Der Begriff „Easternization“ wurde verwendet, um die Ausbreitung orientalischer (hauptsächlich japanischer) Managementtechniken im Westen zu bezeichnen.

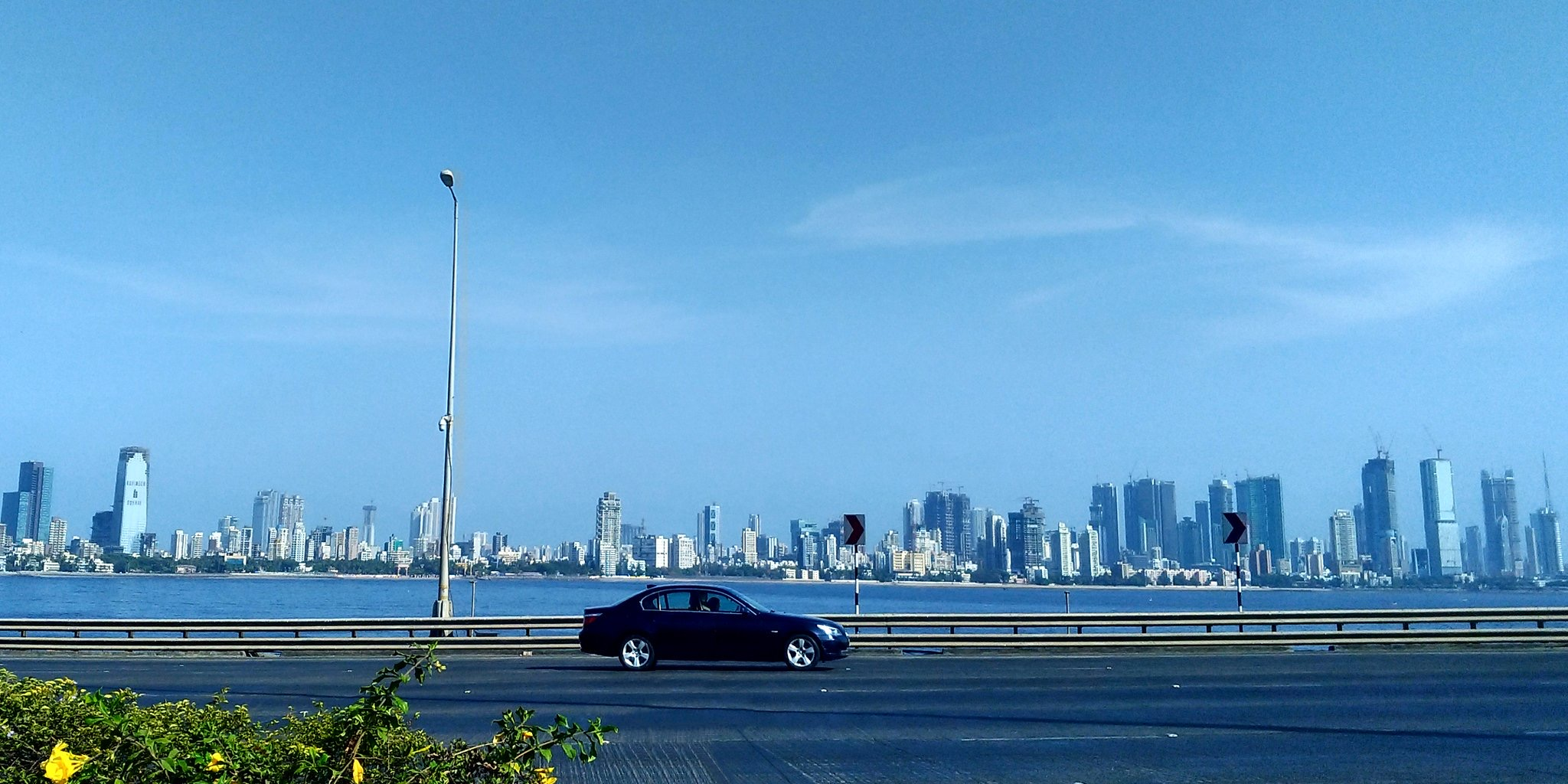
Indiens Mittelschichtbevölkerung von 300 Millionen Menschen wächst jährlich um 5 %. Hier ist eine gehobene Gegend in Süd-Mumbai abgebildet.

Der Trend zu einer stärkeren wirtschaftlichen Dominanz Asiens basiert auch auf den Extrapolationen der jüngsten historischen Wirtschaftstrends. Goldman Sachs betonte in seiner BRIC-Wirtschaftsprognose den Trend, dass Festlandchina gemessen am BIP bis zum Jahr 2050 die größte und Indien die zweitgrößte Volkswirtschaft werden wird. Der Bericht prognostizierte auch die Art der Industrie, die jedes Land dominieren würde, was einige dazu veranlasste, das chinesische Festland als „die Industriewerkstatt der Welt“ und Indien als „eine der großen Dienstleistungsgesellschaften“ zu betrachten. Seit 2009 liegen die meisten Länder, die als Schwellenländer gelten, in Asien.
Bis 2050 wird die Wirtschaft Ostasiens und Südasiens um mehr als das Zwanzigfache gewachsen sein. Damit einher geht ein Anstieg des Human Development Index, des Index zur Messung des Lebensstandards. Indiens HDI wird sich 0,8 nähern. Der Lebensstandard Ostasiens würde sich 0,94 nähern oder dem der westlichen Nationen wie der EU und den USA ziemlich nahe kommen. Dies würde bedeuten, dass es ziemlich schwierig wäre, den Unterschied im Vermögen der beiden zu bestimmen. Aufgrund der ostasiatischen und indischen Bevölkerung wäre ihre Wirtschaft sehr groß, und wenn die aktuellen Trends anhalten, könnte Indiens Bevölkerung langfristig annähernd doppelt so groß sein wie die Chinas. Ostasien könnte bereits im Jahr 2030 die Gesamtwirtschaft aller westlichen Nationen übertreffen. Südasien könnte bald folgen, wenn die Hunderte Millionen Menschen, die in Armut leben, weiterhin in die Mittelschicht gehoben werden.

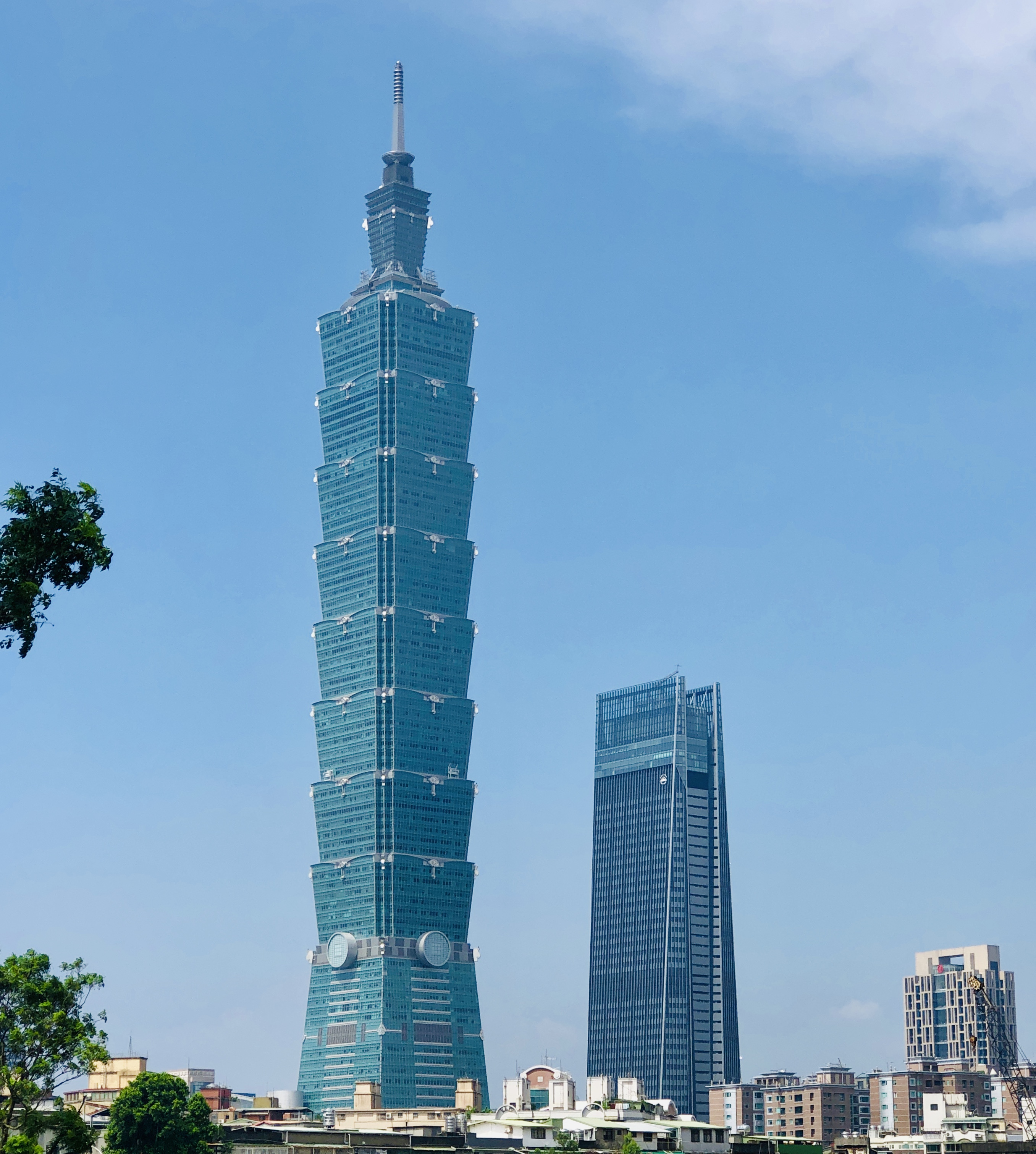
Der Wolkenkratzer Taipei 101 in Taipei, Taiwan, der von 2004 bis 2010 das höchste Gebäude der Welt war

#### Bauprojekte
Es wird prognostiziert, dass die bahnbrechendsten Bauprojekte in den kommenden Jahren in Asien stattfinden werden. Als Symbol der Wirtschaftskraft wurden in Asien superhohe Wolkenkratzer errichtet und derzeit werden in Asien mehr Projekte konzipiert und begonnen als in jeder anderen Region der Welt. Zu den abgeschlossenen Projekten gehören: die Petronas Towers in Kuala Lumpur, das Shanghai World Financial Center, das International Finance Centre in Hongkong, Taipei 101 in Taiwan, das Burj Khalifa in Dubai, Vereinigte Arabische Emirate, und der Shanghai Tower. Zukünftige Gebäude versprechen, höher zu werden, wie das Merdeka 118 in Kuala Lumpur und der Legacy Tower in Dhaka.

### Kultur
Kulturell wird das asiatische Jahrhundert durch indische Genrefilme (Bollywood, Parallelkino), Hongkonger Genrefilme (Kampfkunstfilme, Hongkonger Actionkino), japanische Animationen und die koreanische Welle symbolisiert. Das Bewusstsein für asiatische Kulturen könnte Teil einer viel kulturbewussteren Welt sein, wie in der These zum Kampf der Kulturen vorgeschlagen. Ebenso beeinflusst die Affirmation asiatischer Kulturen die Identitätspolitik der Asiaten in Asien und außerhalb der asiatischen Diasporas.
Die Bruttonationalleistung Japans steigt rasant; Japanische Kulturprodukte, einschließlich Fernsehsendungen, sind beim amerikanischen Publikum zweifellos „in“, und das schon seit Jahren. Im Jahr 2003 lernten weltweit etwa 2,3 Millionen Menschen die Sprache: 900.000 Südkoreaner, 389.000 Chinesen, 381.000 Australier und 140.000 Amerikaner lernten Japanisch an niedrigeren und höheren Bildungseinrichtungen.
Feng Shui Bücher stehen an der Spitze der Sachbuch-Bestsellerlisten und die Zahl der Feng Shui Schulen hat sich vervielfacht. Große Banken und multinationale Konzerne beschäftigen Feng Shui Berater, die sie bei der Organisation ihrer Büros beraten. Es besteht die Bereitschaft, östliche Formen der Medizin, Therapie und Massage zu ergänzen und die traditionelle westliche Medizin zugunsten von Techniken wie Akupressur und Akupunktur abzulehnen. Praktiken wie Moxibustion und Shiatsu erfreuen sich im Westen enormer Beliebtheit. Dies gilt auch für praktisch alle östlichen Kampfkünste wie Kung Fu, Judo, Karate, Aikido, Taekwondo, Kendo, Jujitsu, Tai Chi, Qigong, Ba Gua und Xing Yi mit ihren vielen zugehörigen Schulen und Unterformen.
Die asiatische Küche ist im Westen aufgrund der asiatischen Einwanderung und dem daraus resultierenden Interesse von Nicht-Asiaten an asiatischen Zutaten und Lebensmitteln sehr beliebt. Sogar Kleinstädte in Großbritannien, Kanada, Skandinavien oder den Vereinigten Staaten haben im Allgemeinen mindestens ein indisches oder chinesisches Restaurant. Auch in Nordamerika, Australien und anderen Teilen der Welt wurden Restaurants eröffnet, die panasiatische und asiatisch inspirierte Küche servieren. P.F. Chang's China Bistro und Pei Wei Asian Diner, die asiatische und asiatisch inspirierte Gerichte servieren, gibt es in den gesamten Vereinigten Staaten und was Ersteres betrifft, auch in anderen Teilen der Welt. Es wurden auch asiatisch inspirierte Lebensmittelprodukte auf den Markt gebracht, unter anderem von der Nudelmarke Maggi. In Australien, Neuseeland, Irland und Großbritannien gibt es ein asiatisch inspiriertes Nudelsortiment namens Maggi Fusian. In Deutschland und Österreich gibt es ein langjähriges Sortiment namens Maggi Magic Asia, das ein Nudelsortiment umfasst, das von Gerichten aus China und Japan inspiriert ist, Korea, Indien, Malaysia, Singapur, Indonesien und Thailand.
Yoga hat außerhalb Indiens und des übrigen Asiens an Popularität gewonnen und ist in der westlichen Welt in die Mainstream-Kultur eingegangen.
Obwohl die Verwendung von Englisch immer weiter zunimmt, erfreuen sich asiatische Sprachen zunehmender Beliebtheit beim Lehren und Lernen außerhalb des Kontinents. Das Erlernen der chinesischen Sprache hat in den Vereinigten Staaten in jüngster Zeit größere Aufmerksamkeit erlangt, da der Glaube an die wirtschaftlichen Vorteile von Chinesisch-Kenntnissen wächst. Dies wird durch die Unterstützung der Konfuzius-Institute durch die Volksrepublik China gefördert, die in zahlreichen Ländern eröffnet wurden, um die chinesische Sprache und Kultur zu lehren.
Chinesisch wurde im Jahr 2010 als die am zweithäufigsten verwendete Sprache im Internet eingestuft, fast ein Viertel sprach Chinesisch, Japanisch kam an vierter Stelle und Koreanisch an zehnter Stelle (Stand 2010). Nach Angaben der CIA beherbergte China ab 2020 die meisten Nutzer, Indien den dritten, Japan den sechsten und Indonesien den zehnten Platz.
Indien hat die größte Filmindustrie der Welt und die indische Filmindustrie produziert mehr Filme als Nollywood und Hollywood.